# Ung Pirat
Pour Parti pirate, voir Liste des partis pirates.
Ung Pirat, en français : « Jeune Pirate », est une association étudiante du Parti pirate suédois. Elle a été fondée en décembre 2006, et avec plus de 21 000 membres en avril 2009, elle est la plus grande association étudiante de Suède à cette date.